# Garretson Gibson

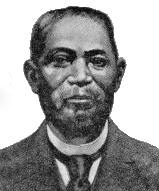
Garretson Gibson

Garretson Wilmot Gibson, född 20 maj 1832, död 26 april 1910, var en liberiansk politiker som var Liberias president 11 december 1900-4 januari 1904.
Han föddes i Maryland och flyttade till Liberia med sin familj som barn. Han återvände senare till Maryland för att studera teologi och arbetade sedan som präst i Monrovia. Han engagerade sig sedan i politiken. Han utnämndes 1896 till inrikesminister av president William D. Coleman. År 1900 var han utrikesminister när president Coleman avgick från presidentposten. Eftersom ingen vicepresident fanns valdes Gibson till ny president. Han blev omvald som president senare samma år och förblev president till 1904. Han efterträddes av Arthur Barclay.